# Lezginbergen
Lezginbergen (lezginskt: Лезги сувар, ryska: Лезгинские горы) är en bergskedja i den östra delen av Stora Kaukasus. Bergen ligger huvudsakligen i sydöstra delen av Dagestan i Ryssland och delvis i norra Azerbajdzjan. 

## Geografi
Lezginbergen sträcker sig längs den södra sluttningen av Stora Kaukasus, norr om floddalen Samur. Flera floder som rinner genom Kubin-regionen har sina källor i dessa berg och mynnar alla ut i Kaspiska havet. Bland dessa floder finns Samur, Kuzar-čaj, Kudžal, Ak-čaj, Kara-čaj, Galadžik, Valvele-čaj, Šabran, Devi-čaj, Gelgen-čaj, Atak-čaj och Čekal-čaj.
Den högsta toppen är Bazardüzü (4466 meter över havet), som ligger på gränsen mot Azerbajdzjan. Berget Šalburz (4142 meter) har även en särskild kulturell betydelse.

## Historia
I hjärtat av Lezginbergen finns en fästning byggd vid sammanflödet av de brusande floderna Samur och Ahti-čaj. Den uppfördes på tsarens order under Rysslands erövring av Dagestan. Imam Šamils naib, Danijal-beg Ilisujski, varnade lezginerna och andra bergsfolk i Dagestan för hotet från Ryssland och uppmanade dem att försvara sina gränser mot ryska trupper.